# Cyrtopogon pamirensis
Cyrtopogon pamirensis är en tvåvingeart som beskrevs av Pavel Lehr 1998. Cyrtopogon pamirensis ingår i släktet Cyrtopogon och familjen rovflugor. Inga underarter finns listade i Catalogue of Life.